# Simone, le voyage du siècle
Simone, le voyage du siècle je francouzský hraný film z roku 2022, který režíroval Olivier Dahan podle vlastního scénáře. Snímek měl světovou premiéru 22. listopadu 2021.

## Děj
Film zachycuje život Simone Veilové (1927-2017), bývalé političky a předsedkyně Evropského parlamentu.

## Obsazení
| Elsa Zylberstein       | Simone Veilová                      |
| Rebecca Marder         | Simone Jacobová/Veilová, jako mladá |
| Élodie Bouchezová      | Yvonne Jacob                        |
| Judith Chemla          | Milou Jacob                         |
| Olivier Gourmet        | Antoine Veil                        |
| Mathieu Spinosi        | Antoine Veil, jako mladý            |
| Sylvie Testudová       | Marceline Rozenbergová              |
| Esther Valding         | Marceline Rozenbergová jako mladá   |
| Philippe Torreton      | André Perdriau                      |
| Antoine Gouy           | Jean-Paul Davin                     |
| Laurence Côte          | Ginette Kolinka                     |
| Lubna Azabal           | Hafsia Hamdad                       |
| Quentin Baillot        | André Veil                          |
| Florence Muller        | Alice Veil                          |
| Bastien Bouillon       | Pierre Jampolsky                    |
| Bernard Blancan        | Pierre Bourson                      |
| Philippe Lellouche     | Serge Klarsfeld                     |
| Antoine Chappey        | Jean-Émile Jeannesson               |
| Jacky Nercessian       | Edgar Faure                         |
| Philippe Dusseau       | Jacques Chirac                      |
| Jean-Marie Frin        | Albert Liogier                      |
| Pascal Elso            | Eugène Claudius-Petit               |
| Jean-Luc Porraz        | Emmanuel Hamel                      |
| Marc Berman            | Henri Montagne                      |
| Urbain Cancelier       | generální sekretář Parquet          |
| François Rollin        | ředitel věznice Fresnes             |
| Brigitte Aubry         | ředitelka věznice Roquette          |
| Yann Goven             | zástupce ředitele věznice           |
| Jean-François Gallotte | aktivista FN                        |

## Ocenění
- César: nejlepší kostýmy (Gigi Lepage), nejlepší výprava (Christian Marti)